# Microrregión de Floriano
La microrregión de Floriano es una de las microrregiones del estado brasileño del Piauí perteneciente a la mesorregión Sudoeste Piauiense. Su población según el censo de 2010 es de 121.544 habitantes y está dividida en doce municipios. Su población está formada por una mayoría de negros y mulatos 67.2, blancos de origen portugués y árabe 21.8, caboclos(mestizos de indios y blancos)10.5, asiáticos 0.3, indígenas 0.2, vivían en 2010 según el IBGE 270 indígenas en la región. Posee un área total de 18.333,419 km².

## Municipios
- Canavieira
- Flores do Piauí
- Floriano
- Guadalupe
- Itaueira
- Jerumenha
- Nazaré do Piauí
- Pavussu
- Rio Grande do Piauí
- São Francisco do Piauí
- São José do Peixe
- São Miguel do Fidalgo

- Datos: Q2624744